# Convention pour la gestion des eaux de ballast
La convention pour la gestion des eaux de ballast des navires est une convention adoptée en 2004 lors de la conférence internationale sur la gestion des eaux de ballast des navires, organisée par l'Organisation Maritime Internationale (OMI). Son adoption a fait l'unanimité des 74 États présents. Son titre anglais est Ballast Water Management Convention (en).
Elle a été ratifiée par la France en 2008.
La convention est entrée en vigueur le 8 septembre 2017.

## Définition
Son but est de limiter la contamination d'espèces marines dans des écosystèmes par des organismes qui leur sont étrangers. Lors du ballastage d'un navire, de grandes quantités d'eau de mer sont pompées, afin d'assurer une réserve de flottabilité acceptable ou d'obtenir la stabilité recherchée. De nombreuses espèces marines sont happées involontairement lors de cette opération. Les quelques spécimens qui survivent au voyage et au déballastage se trouvent alors dans un écosystème étranger, sans prédateur naturel. Ils risquent de s'accroître et de former une espèce envahissante, menaçant les espèces déjà présentes, l'exemple de la moule zébrée étant emblématique.

## Description
La convention est un ensemble de 22 règles définissant ses propres modalités, ainsi que les mesures de contrôle des eaux de ballast et les moyens de lutte contre cette contamination. Elle est complétée par une annexe divisée en 5 sections élaborant les aspects techniques développés par les règles. Enfin, deux appendices listent les modèles du certificat et du registre en relation avec la convention.
Parmi les dispositions de la Convention, se trouve celle en vertu de laquelle la plupart des navires doivent installer un système de traitement des 
eaux de ballast à bord.

## Annexe
- Section A - DISPOSITIONS GÉNÉRALES
- Section B - PRESCRIPTIONS EN MATIÈRE DE GESTION ET DE CONTRÔLE APPLICABLES AUX NAVIRES
- Section C - PRESCRIPTIONS SPÉCIALES DANS CERTAINES ZONES
- Section D - NORMES APPLICABLES À LA GESTION DES EAUX DE BALLAST
- Section E - PRESCRIPTIONS EN MATIÈRE DE VISITES ET DE DÉLIVRANCE DES CERTIFICATS AUX FINS DE LA GESTION DES EAUX DE BALLAST